# 1993年のナショナルリーグチャンピオンシップシリーズ
1993年の野球において、メジャーリーグベースボール（MLB）のポストシーズンは10月5日に開幕した。ナショナルリーグの第25回リーグチャンピオンシップシリーズ（英語: 25th National League Championship Series、以下「リーグ優勝決定戦」と表記）は、翌6日から13日にかけて計6試合が開催された。その結果、フィラデルフィア・フィリーズ（東地区）がアトランタ・ブレーブス（西地区）を4勝2敗で下し、10年ぶり5回目のリーグ優勝およびワールドシリーズ進出を果たした。
両球団がリーグ優勝決定戦で対戦するのはこれが初めて。この年のレギュラーシーズンでは両球団は12試合対戦し、6勝6敗の五分だった。フィリーズは、前年は東地区最下位に沈んでいたが、今季は一転してリーグを制した。地区最下位の翌年にリーグ優勝は、1991年のミネソタ・ツインズとブレーブスに次ぎ、今回のフィリーズが3球団目である。一方のブレーブスは、1942年から1944年にかけてのセントルイス・カージナルス以来となるナショナルリーグ3連覇を達成することはできなかった。シリーズMVPには、第1戦と第5戦の2度の先発登板でいずれも8.0イニングを投げ、責任投手となることはなかったものの防御率1.69を記録したフィリーズのカート・シリングが選出された。シリングはポストシーズンで先発登板する史上初のアラスカ州出身投手となり、また勝利もセーブも挙げずにポストシーズンのシリーズMVPを受賞した史上初の投手となった。しかしフィリーズは、ワールドシリーズではアメリカンリーグ王者トロント・ブルージェイズに2勝4敗で敗れ、13年ぶり2度目の優勝を逃した。

## 試合結果
1993年のナショナルリーグ優勝決定戦は10月6日に開幕し、途中に移動日を挟んで8日間で6試合が行われた。日程・結果は以下の通り。
| 日付                                                         | 試合  | ビジター球団（先攻）         | スコア | ホーム球団（後攻）           | 開催球場                                      | 開催球場                                                              |
| ------------------------------------------------------------ | ----- | ---------------------------- | ------ | ---------------------------- | --------------------------------------------- | --------------------------------------------------------------------- |
| 10月06日（水）                                               | 第1戦 | アトランタ・ブレーブス       | 3－4x  | フィラデルフィア・フィリーズ | ベテランズ・スタジアム                        | ベテランズ・スタジアムアトランタ・フルトン・ · カウンティ・スタジアム |
| 10月07日（木）                                               | 第2戦 | アトランタ・ブレーブス       | 14－3  | フィラデルフィア・フィリーズ | ベテランズ・スタジアム                        | ベテランズ・スタジアムアトランタ・フルトン・ · カウンティ・スタジアム |
| 10月08日（金）                                               |       | 移動日                       | 移動日 | 移動日                       |                                               | ベテランズ・スタジアムアトランタ・フルトン・ · カウンティ・スタジアム |
| 10月09日（土）                                               | 第3戦 | フィラデルフィア・フィリーズ | 4－9   | アトランタ・ブレーブス       | アトランタ・フルトン・ カウンティ・スタジアム | ベテランズ・スタジアムアトランタ・フルトン・ · カウンティ・スタジアム |
| 10月10日（日）                                               | 第4戦 | フィラデルフィア・フィリーズ | 2－1   | アトランタ・ブレーブス       | アトランタ・フルトン・ カウンティ・スタジアム | ベテランズ・スタジアムアトランタ・フルトン・ · カウンティ・スタジアム |
| 10月11日（月）                                               | 第5戦 | フィラデルフィア・フィリーズ | 4－3   | アトランタ・ブレーブス       | アトランタ・フルトン・ カウンティ・スタジアム | ベテランズ・スタジアムアトランタ・フルトン・ · カウンティ・スタジアム |
| 10月12日（火）                                               |       | 移動日                       | 移動日 | 移動日                       |                                               | ベテランズ・スタジアムアトランタ・フルトン・ · カウンティ・スタジアム |
| 10月13日（水）                                               | 第6戦 | アトランタ・ブレーブス       | 3－6   | フィラデルフィア・フィリーズ | ベテランズ・スタジアム                        | ベテランズ・スタジアムアトランタ・フルトン・ · カウンティ・スタジアム |
| 優勝：フィラデルフィア・フィリーズ（4勝2敗 / 10年ぶり5度目） |       |                              |        |                              |                                               | ベテランズ・スタジアムアトランタ・フルトン・ · カウンティ・スタジアム |

### 第1戦 10月6日
- ベテランズ・スタジアム（ペンシルベニア州フィラデルフィア）

|                              | 1 | 2 | 3 | 4 | 5 | 6 | 7 | 8 | 9 | 10 | R | H | E |
| ---------------------------- | - | - | - | - | - | - | - | - | - | -- | - | - | - |
| アトランタ・ブレーブス       | 0 | 0 | 1 | 1 | 0 | 0 | 0 | 0 | 1 | 0  | 3 | 9 | 0 |
| フィラデルフィア・フィリーズ | 1 | 0 | 0 | 1 | 0 | 1 | 0 | 0 | 0 | 1x | 4 | 9 | 1 |

1. 勝利：ミッチ・ウィリアムス（1勝）
2. 敗戦：グレッグ・マクマイケル（1敗）
3. 本塁打
PHI：ピート・インカビリア1号ソロ
4. 審判
［球審］ブルース・フローミング
［塁審］一塁: フランク・プーリ、二塁: テリー・テイタ、三塁: ジム・クイック
［外審］左翼: ジェリー・クロフォード、右翼: ジョー・ウェスト
5. 試合開始時刻: 東部夏時間（UTC-4）午後8時10分  試合時間: 3時間33分  観客: 6万2012人  気温: 66°F（18.9°C）
詳細: MLB.com Gameday / Baseball-Reference.com

| アトランタ・ブレーブス | アトランタ・ブレーブス | アトランタ・ブレーブス | アトランタ・ブレーブス | アトランタ・ブレーブス                                                                                             | フィラデルフィア・フィリーズ | フィラデルフィア・フィリーズ | フィラデルフィア・フィリーズ | フィラデルフィア・フィリーズ | フィラデルフィア・フィリーズ                                                                                        |
| ---------------------- | ---------------------- | ---------------------- | ---------------------- | --- | ---------------------------- | ---------------------------- | ---------------------------- | ---------------------------- | --- |
| 打順                   | 守備                   | 選手                   | 打席                   | S・エイベリーD・ベリーヒルF・マグリフM・レムキーT・ペンドル · トンJ・ブラウザーR・ガントO・ニクソンD・ジャスティス | 打順                         | 守備                         | 選手                         | 打席                         | C・シリングD・ドールトンJ・クルックM・ダンカンD・ホリンズK・ストッカーP・インカビリアL・ダイクストラW・チェンバレン |
| 1                      | 中                     | O・ニクソン            | 両                     | S・エイベリーD・ベリーヒルF・マグリフM・レムキーT・ペンドル · トンJ・ブラウザーR・ガントO・ニクソンD・ジャスティス | 1                            | 中                           | L・ダイクストラ              | 左                           | C・シリングD・ドールトンJ・クルックM・ダンカンD・ホリンズK・ストッカーP・インカビリアL・ダイクストラW・チェンバレン |
| 2                      | 遊                     | J・ブラウザー          | 右                     | S・エイベリーD・ベリーヒルF・マグリフM・レムキーT・ペンドル · トンJ・ブラウザーR・ガントO・ニクソンD・ジャスティス | 2                            | 二                           | M・ダンカン                  | 右                           | C・シリングD・ドールトンJ・クルックM・ダンカンD・ホリンズK・ストッカーP・インカビリアL・ダイクストラW・チェンバレン |
| 3                      | 左                     | R・ガント              | 右                     | S・エイベリーD・ベリーヒルF・マグリフM・レムキーT・ペンドル · トンJ・ブラウザーR・ガントO・ニクソンD・ジャスティス | 3                            | 一                           | J・クルック                  | 左                           | C・シリングD・ドールトンJ・クルックM・ダンカンD・ホリンズK・ストッカーP・インカビリアL・ダイクストラW・チェンバレン |
| 4                      | 一                     | F・マグリフ            | 左                     | S・エイベリーD・ベリーヒルF・マグリフM・レムキーT・ペンドル · トンJ・ブラウザーR・ガントO・ニクソンD・ジャスティス | 4                            | 三                           | D・ホリンズ                  | 両                           | C・シリングD・ドールトンJ・クルックM・ダンカンD・ホリンズK・ストッカーP・インカビリアL・ダイクストラW・チェンバレン |
| 5                      | 右                     | D・ジャスティス        | 左                     | S・エイベリーD・ベリーヒルF・マグリフM・レムキーT・ペンドル · トンJ・ブラウザーR・ガントO・ニクソンD・ジャスティス | 5                            | 捕                           | D・ドールトン                | 左                           | C・シリングD・ドールトンJ・クルックM・ダンカンD・ホリンズK・ストッカーP・インカビリアL・ダイクストラW・チェンバレン |
| 6                      | 三                     | T・ペンドルトン        | 両                     | S・エイベリーD・ベリーヒルF・マグリフM・レムキーT・ペンドル · トンJ・ブラウザーR・ガントO・ニクソンD・ジャスティス | 6                            | 左                           | P・インカビリア              | 右                           | C・シリングD・ドールトンJ・クルックM・ダンカンD・ホリンズK・ストッカーP・インカビリアL・ダイクストラW・チェンバレン |
| 7                      | 捕                     | D・ベリーヒル          | 両                     | S・エイベリーD・ベリーヒルF・マグリフM・レムキーT・ペンドル · トンJ・ブラウザーR・ガントO・ニクソンD・ジャスティス | 7                            | 右                           | W・チェンバレン              | 右                           | C・シリングD・ドールトンJ・クルックM・ダンカンD・ホリンズK・ストッカーP・インカビリアL・ダイクストラW・チェンバレン |
| 8                      | 二                     | M・レムキー            | 両                     | S・エイベリーD・ベリーヒルF・マグリフM・レムキーT・ペンドル · トンJ・ブラウザーR・ガントO・ニクソンD・ジャスティス | 8                            | 遊                           | K・ストッカー                | 両                           | C・シリングD・ドールトンJ・クルックM・ダンカンD・ホリンズK・ストッカーP・インカビリアL・ダイクストラW・チェンバレン |
| 9                      | 投                     | S・エイベリー          | 左                     | S・エイベリーD・ベリーヒルF・マグリフM・レムキーT・ペンドル · トンJ・ブラウザーR・ガントO・ニクソンD・ジャスティス | 9                            | 投                           | C・シリング                  | 右                           | C・シリングD・ドールトンJ・クルックM・ダンカンD・ホリンズK・ストッカーP・インカビリアL・ダイクストラW・チェンバレン |
| 先発投手               | 先発投手               | 先発投手               | 投球                   | S・エイベリーD・ベリーヒルF・マグリフM・レムキーT・ペンドル · トンJ・ブラウザーR・ガントO・ニクソンD・ジャスティス | 先発投手                     | 先発投手                     | 先発投手                     | 投球                         | C・シリングD・ドールトンJ・クルックM・ダンカンD・ホリンズK・ストッカーP・インカビリアL・ダイクストラW・チェンバレン |
| S・エイベリー          | S・エイベリー          | S・エイベリー          | 左                     | S・エイベリーD・ベリーヒルF・マグリフM・レムキーT・ペンドル · トンJ・ブラウザーR・ガントO・ニクソンD・ジャスティス | C・シリング                  | C・シリング                  | C・シリング                  | 右                           | C・シリングD・ドールトンJ・クルックM・ダンカンD・ホリンズK・ストッカーP・インカビリアL・ダイクストラW・チェンバレン |

### 第2戦 10月7日
- ベテランズ・スタジアム（ペンシルベニア州フィラデルフィア）

|                              | 1 | 2 | 3 | 4 | 5 | 6 | 7 | 8 | 9 | R  | H  | E |
| ---------------------------- | - | - | - | - | - | - | - | - | - | -- | -- | - |
| アトランタ・ブレーブス       | 2 | 0 | 6 | 0 | 1 | 0 | 0 | 4 | 1 | 14 | 16 | 0 |
| フィラデルフィア・フィリーズ | 0 | 0 | 0 | 2 | 0 | 0 | 0 | 0 | 1 | 3  | 7  | 2 |

1. 勝利：グレッグ・マダックス（1勝）
2. 敗戦：トミー・グリーン（1敗）
3. 本塁打
ATL：フレッド・マグリフ1号2ラン、ジェフ・ブラウザー1号ソロ、デイモン・ベリーヒル1号3ラン、テリー・ペンドルトン1号ソロ
PHI：デーブ・ホリンズ1号2ラン、レニー・ダイクストラ1号ソロ
4. 審判
［球審］フランク・プーリ
［塁審］一塁: テリー・テイタ、二塁: ジム・クイック、三塁: ジェリー・クロフォード
［外審］左翼: ジョー・ウェスト、右翼: ブルース・フローミング
5. 試合開始時刻: 東部夏時間（UTC-4）午後8時10分  試合時間: 3時間14分  観客: 6万2436人  気温: 68°F（20°C）
詳細: MLB.com Gameday / Baseball-Reference.com

| アトランタ・ブレーブス | アトランタ・ブレーブス | アトランタ・ブレーブス | アトランタ・ブレーブス | アトランタ・ブレーブス                                                                                             | フィラデルフィア・フィリーズ | フィラデルフィア・フィリーズ | フィラデルフィア・フィリーズ | フィラデルフィア・フィリーズ | フィラデルフィア・フィリーズ                                                                                                 |
| ---------------------- | ---------------------- | ---------------------- | ---------------------- | --- | ---------------------------- | ---------------------------- | ---------------------------- | ---------------------------- | --- |
| 打順                   | 守備                   | 選手                   | 打席                   | G・マダックスD・ベリーヒルF・マグリフM・レムキーT・ペンドル · トンJ・ブラウザーR・ガントO・ニクソンD・ジャスティス | 打順                         | 守備                         | 選手                         | 打席                         | T・グリーンD・ドールトンJ・クルックM・モランディーニD・ホリンズK・ストッカーM・トンプソンL・ダイクストラJ・アイゼン · ライク |
| 1                      | 中                     | O・ニクソン            | 両                     | G・マダックスD・ベリーヒルF・マグリフM・レムキーT・ペンドル · トンJ・ブラウザーR・ガントO・ニクソンD・ジャスティス | 1                            | 中                           | L・ダイクストラ              | 左                           | T・グリーンD・ドールトンJ・クルックM・モランディーニD・ホリンズK・ストッカーM・トンプソンL・ダイクストラJ・アイゼン · ライク |
| 2                      | 遊                     | J・ブラウザー          | 右                     | G・マダックスD・ベリーヒルF・マグリフM・レムキーT・ペンドル · トンJ・ブラウザーR・ガントO・ニクソンD・ジャスティス | 2                            | 二                           | M・モランディーニ            | 左                           | T・グリーンD・ドールトンJ・クルックM・モランディーニD・ホリンズK・ストッカーM・トンプソンL・ダイクストラJ・アイゼン · ライク |
| 3                      | 左                     | R・ガント              | 右                     | G・マダックスD・ベリーヒルF・マグリフM・レムキーT・ペンドル · トンJ・ブラウザーR・ガントO・ニクソンD・ジャスティス | 3                            | 一                           | J・クルック                  | 左                           | T・グリーンD・ドールトンJ・クルックM・モランディーニD・ホリンズK・ストッカーM・トンプソンL・ダイクストラJ・アイゼン · ライク |
| 4                      | 一                     | F・マグリフ            | 左                     | G・マダックスD・ベリーヒルF・マグリフM・レムキーT・ペンドル · トンJ・ブラウザーR・ガントO・ニクソンD・ジャスティス | 4                            | 三                           | D・ホリンズ                  | 両                           | T・グリーンD・ドールトンJ・クルックM・モランディーニD・ホリンズK・ストッカーM・トンプソンL・ダイクストラJ・アイゼン · ライク |
| 5                      | 右                     | D・ジャスティス        | 左                     | G・マダックスD・ベリーヒルF・マグリフM・レムキーT・ペンドル · トンJ・ブラウザーR・ガントO・ニクソンD・ジャスティス | 5                            | 捕                           | D・ドールトン                | 左                           | T・グリーンD・ドールトンJ・クルックM・モランディーニD・ホリンズK・ストッカーM・トンプソンL・ダイクストラJ・アイゼン · ライク |
| 6                      | 三                     | T・ペンドルトン        | 両                     | G・マダックスD・ベリーヒルF・マグリフM・レムキーT・ペンドル · トンJ・ブラウザーR・ガントO・ニクソンD・ジャスティス | 6                            | 右                           | J・アイゼンライク            | 左                           | T・グリーンD・ドールトンJ・クルックM・モランディーニD・ホリンズK・ストッカーM・トンプソンL・ダイクストラJ・アイゼン · ライク |
| 7                      | 捕                     | D・ベリーヒル          | 両                     | G・マダックスD・ベリーヒルF・マグリフM・レムキーT・ペンドル · トンJ・ブラウザーR・ガントO・ニクソンD・ジャスティス | 7                            | 左                           | M・トンプソン                | 左                           | T・グリーンD・ドールトンJ・クルックM・モランディーニD・ホリンズK・ストッカーM・トンプソンL・ダイクストラJ・アイゼン · ライク |
| 8                      | 二                     | M・レムキー            | 両                     | G・マダックスD・ベリーヒルF・マグリフM・レムキーT・ペンドル · トンJ・ブラウザーR・ガントO・ニクソンD・ジャスティス | 8                            | 遊                           | K・ストッカー                | 両                           | T・グリーンD・ドールトンJ・クルックM・モランディーニD・ホリンズK・ストッカーM・トンプソンL・ダイクストラJ・アイゼン · ライク |
| 9                      | 投                     | G・マダックス          | 右                     | G・マダックスD・ベリーヒルF・マグリフM・レムキーT・ペンドル · トンJ・ブラウザーR・ガントO・ニクソンD・ジャスティス | 9                            | 投                           | T・グリーン                  | 右                           | T・グリーンD・ドールトンJ・クルックM・モランディーニD・ホリンズK・ストッカーM・トンプソンL・ダイクストラJ・アイゼン · ライク |
| 先発投手               | 先発投手               | 先発投手               | 投球                   | G・マダックスD・ベリーヒルF・マグリフM・レムキーT・ペンドル · トンJ・ブラウザーR・ガントO・ニクソンD・ジャスティス | 先発投手                     | 先発投手                     | 先発投手                     | 投球                         | T・グリーンD・ドールトンJ・クルックM・モランディーニD・ホリンズK・ストッカーM・トンプソンL・ダイクストラJ・アイゼン · ライク |
| G・マダックス          | G・マダックス          | G・マダックス          | 右                     | G・マダックスD・ベリーヒルF・マグリフM・レムキーT・ペンドル · トンJ・ブラウザーR・ガントO・ニクソンD・ジャスティス | T・グリーン                  | T・グリーン                  | T・グリーン                  | 右                           | T・グリーンD・ドールトンJ・クルックM・モランディーニD・ホリンズK・ストッカーM・トンプソンL・ダイクストラJ・アイゼン · ライク |

### 第3戦 10月9日
- アトランタ・フルトン・カウンティ・スタジアム（ジョージア州アトランタ）

|                              | 1 | 2 | 3 | 4 | 5 | 6 | 7 | 8 | 9 | R | H  | E |
| ---------------------------- | - | - | - | - | - | - | - | - | - | - | -- | - |
| フィラデルフィア・フィリーズ | 0 | 0 | 0 | 1 | 0 | 1 | 0 | 1 | 1 | 4 | 10 | 1 |
| アトランタ・ブレーブス       | 0 | 0 | 0 | 0 | 0 | 5 | 4 | 0 | X | 9 | 12 | 0 |

1. 勝利：トム・グラビン（1勝）
2. 敗戦：テリー・マルホランド（1敗）
3. 本塁打
PHI：ジョン・クルック1号ソロ
4. 審判
［球審］テリー・テイタ
［塁審］一塁: ジム・クイック、二塁: ジェリー・クロフォード、三塁: ジョー・ウェスト
［外審］左翼: ブルース・フローミング、右翼: フランク・プーリ
5. 試合開始時刻: 東部夏時間（UTC-4）午後3時5分  試合時間: 2時間44分  観客: 5万2032人  気温: 81°F（27.2°C）
詳細: MLB.com Gameday / Baseball-Reference.com

| フィラデルフィア・フィリーズ | フィラデルフィア・フィリーズ | フィラデルフィア・フィリーズ | フィラデルフィア・フィリーズ | フィラデルフィア・フィリーズ                                                                                            | アトランタ・ブレーブス | アトランタ・ブレーブス | アトランタ・ブレーブス | アトランタ・ブレーブス | アトランタ・ブレーブス                                                                                           |
| ---------------------------- | ---------------------------- | ---------------------------- | ---------------------------- | --- | ---------------------- | ---------------------- | ---------------------- | ---------------------- | --- |
| 打順                         | 守備                         | 選手                         | 打席                         | T・マルホランドD・ドールトンJ・クルックM・ダンカンD・ホリンズK・ストッカーP・インカビリアL・ダイクストラW・チェンバレン | 打順                   | 守備                   | 選手                   | 打席                   | T・グラビンD・ベリーヒルF・マグリフM・レムキーT・ペンドル · トンJ・ブラウザーR・ガントO・ニクソンD・ジャスティス |
| 1                            | 中                           | L・ダイクストラ              | 左                           | T・マルホランドD・ドールトンJ・クルックM・ダンカンD・ホリンズK・ストッカーP・インカビリアL・ダイクストラW・チェンバレン | 1                      | 中                     | O・ニクソン            | 両                     | T・グラビンD・ベリーヒルF・マグリフM・レムキーT・ペンドル · トンJ・ブラウザーR・ガントO・ニクソンD・ジャスティス |
| 2                            | 二                           | M・ダンカン                  | 右                           | T・マルホランドD・ドールトンJ・クルックM・ダンカンD・ホリンズK・ストッカーP・インカビリアL・ダイクストラW・チェンバレン | 2                      | 遊                     | J・ブラウザー          | 右                     | T・グラビンD・ベリーヒルF・マグリフM・レムキーT・ペンドル · トンJ・ブラウザーR・ガントO・ニクソンD・ジャスティス |
| 3                            | 一                           | J・クルック                  | 左                           | T・マルホランドD・ドールトンJ・クルックM・ダンカンD・ホリンズK・ストッカーP・インカビリアL・ダイクストラW・チェンバレン | 3                      | 左                     | R・ガント              | 右                     | T・グラビンD・ベリーヒルF・マグリフM・レムキーT・ペンドル · トンJ・ブラウザーR・ガントO・ニクソンD・ジャスティス |
| 4                            | 三                           | D・ホリンズ                  | 両                           | T・マルホランドD・ドールトンJ・クルックM・ダンカンD・ホリンズK・ストッカーP・インカビリアL・ダイクストラW・チェンバレン | 4                      | 一                     | F・マグリフ            | 左                     | T・グラビンD・ベリーヒルF・マグリフM・レムキーT・ペンドル · トンJ・ブラウザーR・ガントO・ニクソンD・ジャスティス |
| 5                            | 捕                           | D・ドールトン                | 左                           | T・マルホランドD・ドールトンJ・クルックM・ダンカンD・ホリンズK・ストッカーP・インカビリアL・ダイクストラW・チェンバレン | 5                      | 三                     | T・ペンドルトン        | 両                     | T・グラビンD・ベリーヒルF・マグリフM・レムキーT・ペンドル · トンJ・ブラウザーR・ガントO・ニクソンD・ジャスティス |
| 6                            | 左                           | P・インカビリア              | 右                           | T・マルホランドD・ドールトンJ・クルックM・ダンカンD・ホリンズK・ストッカーP・インカビリアL・ダイクストラW・チェンバレン | 6                      | 右                     | D・ジャスティス        | 左                     | T・グラビンD・ベリーヒルF・マグリフM・レムキーT・ペンドル · トンJ・ブラウザーR・ガントO・ニクソンD・ジャスティス |
| 7                            | 右                           | W・チェンバレン              | 右                           | T・マルホランドD・ドールトンJ・クルックM・ダンカンD・ホリンズK・ストッカーP・インカビリアL・ダイクストラW・チェンバレン | 7                      | 捕                     | D・ベリーヒル          | 両                     | T・グラビンD・ベリーヒルF・マグリフM・レムキーT・ペンドル · トンJ・ブラウザーR・ガントO・ニクソンD・ジャスティス |
| 8                            | 遊                           | K・ストッカー                | 両                           | T・マルホランドD・ドールトンJ・クルックM・ダンカンD・ホリンズK・ストッカーP・インカビリアL・ダイクストラW・チェンバレン | 8                      | 二                     | M・レムキー            | 両                     | T・グラビンD・ベリーヒルF・マグリフM・レムキーT・ペンドル · トンJ・ブラウザーR・ガントO・ニクソンD・ジャスティス |
| 9                            | 投                           | T・マルホランド              | 右                           | T・マルホランドD・ドールトンJ・クルックM・ダンカンD・ホリンズK・ストッカーP・インカビリアL・ダイクストラW・チェンバレン | 9                      | 投                     | T・グラビン            | 左                     | T・グラビンD・ベリーヒルF・マグリフM・レムキーT・ペンドル · トンJ・ブラウザーR・ガントO・ニクソンD・ジャスティス |
| 先発投手                     | 先発投手                     | 先発投手                     | 投球                         | T・マルホランドD・ドールトンJ・クルックM・ダンカンD・ホリンズK・ストッカーP・インカビリアL・ダイクストラW・チェンバレン | 先発投手               | 先発投手               | 先発投手               | 投球                   | T・グラビンD・ベリーヒルF・マグリフM・レムキーT・ペンドル · トンJ・ブラウザーR・ガントO・ニクソンD・ジャスティス |
| T・マルホランド              | T・マルホランド              | T・マルホランド              | 左                           | T・マルホランドD・ドールトンJ・クルックM・ダンカンD・ホリンズK・ストッカーP・インカビリアL・ダイクストラW・チェンバレン | T・グラビン            | T・グラビン            | T・グラビン            | 左                     | T・グラビンD・ベリーヒルF・マグリフM・レムキーT・ペンドル · トンJ・ブラウザーR・ガントO・ニクソンD・ジャスティス |

### 第4戦 10月10日
- アトランタ・フルトン・カウンティ・スタジアム（ジョージア州アトランタ）

|                              | 1 | 2 | 3 | 4 | 5 | 6 | 7 | 8 | 9 | R | H  | E |
| ---------------------------- | - | - | - | - | - | - | - | - | - | - | -- | - |
| フィラデルフィア・フィリーズ | 0 | 0 | 0 | 2 | 0 | 0 | 0 | 0 | 0 | 2 | 8  | 1 |
| アトランタ・ブレーブス       | 0 | 1 | 0 | 0 | 0 | 0 | 0 | 0 | 0 | 1 | 10 | 1 |

1. 勝利：ダニー・ジャクソン（1勝）
2. セーブ：ミッチ・ウィリアムス（1勝1S）
3. 敗戦：ジョン・スモルツ（1敗）
4. 審判
［球審］ジム・クイック
［塁審］一塁: ジェリー・クロフォード、二塁: ジョー・ウェスト、三塁: ブルース・フローミング
［外審］左翼: フランク・プーリ、右翼: テリー・テイタ
5. 試合開始時刻: 東部夏時間（UTC-4）午後8時30分  試合時間: 3時間33分  観客: 5万2032人  気温: 60°F（15.6°C）
詳細: MLB.com Gameday / Baseball-Reference.com

| フィラデルフィア・フィリーズ | フィラデルフィア・フィリーズ | フィラデルフィア・フィリーズ | フィラデルフィア・フィリーズ | フィラデルフィア・フィリーズ                                                                                                   | アトランタ・ブレーブス | アトランタ・ブレーブス | アトランタ・ブレーブス | アトランタ・ブレーブス | アトランタ・ブレーブス                                                                                         |
| ---------------------------- | ---------------------------- | ---------------------------- | ---------------------------- | --- | ---------------------- | ---------------------- | ---------------------- | ---------------------- | --- |
| 打順                         | 守備                         | 選手                         | 打席                         | D・ジャクソンD・ドールトンJ・クルックM・モランディーニD・ホリンズK・ストッカーM・トンプソンL・ダイクストラJ・アイゼン · ライク | 打順                   | 守備                   | 選手                   | 打席                   | J・スモルツG・オルソンF・マグリフM・レムキーT・ペンドル · トンJ・ブラウザーR・ガントO・ニクソンD・ジャスティス |
| 1                            | 中                           | L・ダイクストラ              | 左                           | D・ジャクソンD・ドールトンJ・クルックM・モランディーニD・ホリンズK・ストッカーM・トンプソンL・ダイクストラJ・アイゼン · ライク | 1                      | 中                     | O・ニクソン            | 両                     | J・スモルツG・オルソンF・マグリフM・レムキーT・ペンドル · トンJ・ブラウザーR・ガントO・ニクソンD・ジャスティス |
| 2                            | 二                           | M・モランディーニ            | 左                           | D・ジャクソンD・ドールトンJ・クルックM・モランディーニD・ホリンズK・ストッカーM・トンプソンL・ダイクストラJ・アイゼン · ライク | 2                      | 遊                     | J・ブラウザー          | 右                     | J・スモルツG・オルソンF・マグリフM・レムキーT・ペンドル · トンJ・ブラウザーR・ガントO・ニクソンD・ジャスティス |
| 3                            | 一                           | J・クルック                  | 左                           | D・ジャクソンD・ドールトンJ・クルックM・モランディーニD・ホリンズK・ストッカーM・トンプソンL・ダイクストラJ・アイゼン · ライク | 3                      | 左                     | R・ガント              | 右                     | J・スモルツG・オルソンF・マグリフM・レムキーT・ペンドル · トンJ・ブラウザーR・ガントO・ニクソンD・ジャスティス |
| 4                            | 三                           | D・ホリンズ                  | 両                           | D・ジャクソンD・ドールトンJ・クルックM・モランディーニD・ホリンズK・ストッカーM・トンプソンL・ダイクストラJ・アイゼン · ライク | 4                      | 一                     | F・マグリフ            | 左                     | J・スモルツG・オルソンF・マグリフM・レムキーT・ペンドル · トンJ・ブラウザーR・ガントO・ニクソンD・ジャスティス |
| 5                            | 捕                           | D・ドールトン                | 左                           | D・ジャクソンD・ドールトンJ・クルックM・モランディーニD・ホリンズK・ストッカーM・トンプソンL・ダイクストラJ・アイゼン · ライク | 5                      | 三                     | T・ペンドルトン        | 両                     | J・スモルツG・オルソンF・マグリフM・レムキーT・ペンドル · トンJ・ブラウザーR・ガントO・ニクソンD・ジャスティス |
| 6                            | 右                           | J・アイゼンライク            | 左                           | D・ジャクソンD・ドールトンJ・クルックM・モランディーニD・ホリンズK・ストッカーM・トンプソンL・ダイクストラJ・アイゼン · ライク | 6                      | 右                     | D・ジャスティス        | 左                     | J・スモルツG・オルソンF・マグリフM・レムキーT・ペンドル · トンJ・ブラウザーR・ガントO・ニクソンD・ジャスティス |
| 7                            | 左                           | M・トンプソン                | 左                           | D・ジャクソンD・ドールトンJ・クルックM・モランディーニD・ホリンズK・ストッカーM・トンプソンL・ダイクストラJ・アイゼン · ライク | 7                      | 捕                     | G・オルソン            | 右                     | J・スモルツG・オルソンF・マグリフM・レムキーT・ペンドル · トンJ・ブラウザーR・ガントO・ニクソンD・ジャスティス |
| 8                            | 遊                           | K・ストッカー                | 両                           | D・ジャクソンD・ドールトンJ・クルックM・モランディーニD・ホリンズK・ストッカーM・トンプソンL・ダイクストラJ・アイゼン · ライク | 8                      | 二                     | M・レムキー            | 両                     | J・スモルツG・オルソンF・マグリフM・レムキーT・ペンドル · トンJ・ブラウザーR・ガントO・ニクソンD・ジャスティス |
| 9                            | 投                           | D・ジャクソン                | 右                           | D・ジャクソンD・ドールトンJ・クルックM・モランディーニD・ホリンズK・ストッカーM・トンプソンL・ダイクストラJ・アイゼン · ライク | 9                      | 投                     | J・スモルツ            | 右                     | J・スモルツG・オルソンF・マグリフM・レムキーT・ペンドル · トンJ・ブラウザーR・ガントO・ニクソンD・ジャスティス |
| 先発投手                     | 先発投手                     | 先発投手                     | 投球                         | D・ジャクソンD・ドールトンJ・クルックM・モランディーニD・ホリンズK・ストッカーM・トンプソンL・ダイクストラJ・アイゼン · ライク | 先発投手               | 先発投手               | 先発投手               | 投球                   | J・スモルツG・オルソンF・マグリフM・レムキーT・ペンドル · トンJ・ブラウザーR・ガントO・ニクソンD・ジャスティス |
| D・ジャクソン                | D・ジャクソン                | D・ジャクソン                | 左                           | D・ジャクソンD・ドールトンJ・クルックM・モランディーニD・ホリンズK・ストッカーM・トンプソンL・ダイクストラJ・アイゼン · ライク | J・スモルツ            | J・スモルツ            | J・スモルツ            | 右                     | J・スモルツG・オルソンF・マグリフM・レムキーT・ペンドル · トンJ・ブラウザーR・ガントO・ニクソンD・ジャスティス |

### 第5戦 10月11日
- アトランタ・フルトン・カウンティ・スタジアム（ジョージア州アトランタ）

|                              | 1 | 2 | 3 | 4 | 5 | 6 | 7 | 8 | 9 | 10 | R | H | E |
| ---------------------------- | - | - | - | - | - | - | - | - | - | -- | - | - | - |
| フィラデルフィア・フィリーズ | 1 | 0 | 0 | 1 | 0 | 0 | 0 | 0 | 1 | 1  | 4 | 6 | 1 |
| アトランタ・ブレーブス       | 0 | 0 | 0 | 0 | 0 | 0 | 0 | 0 | 3 | 0  | 3 | 7 | 1 |

1. 勝利：ミッチ・ウィリアムス（2勝1S）
2. セーブ：ラリー・アンダーセン（1S）
3. 敗戦：マーク・ウォーラーズ（1敗）
4. 本塁打
PHI：ダレン・ドールトン1号ソロ、レニー・ダイクストラ1号ソロ
5. 審判
［球審］ジェリー・クロフォード
［塁審］一塁: ジョー・ウェスト、二塁: ブルース・フローミング、三塁: フランク・プーリ
［外審］左翼: テリー・テイタ、右翼: ジム・クイック
6. 試合開始時刻: 東部夏時間（UTC-4）午後3時10分  試合時間: 3時間21分  観客: 5万2032人  気温: 62°F（16.7°C）
詳細: MLB.com Gameday / Baseball-Reference.com

| フィラデルフィア・フィリーズ | フィラデルフィア・フィリーズ | フィラデルフィア・フィリーズ | フィラデルフィア・フィリーズ | フィラデルフィア・フィリーズ                                                                                        | アトランタ・ブレーブス | アトランタ・ブレーブス | アトランタ・ブレーブス | アトランタ・ブレーブス | アトランタ・ブレーブス                                                                                             |
| ---------------------------- | ---------------------------- | ---------------------------- | ---------------------------- | --- | ---------------------- | ---------------------- | ---------------------- | ---------------------- | --- |
| 打順                         | 守備                         | 選手                         | 打席                         | C・シリングD・ドールトンJ・クルックM・ダンカンD・ホリンズK・ストッカーP・インカビリアL・ダイクストラW・チェンバレン | 打順                   | 守備                   | 選手                   | 打席                   | S・エイベリーD・ベリーヒルF・マグリフM・レムキーT・ペンドル · トンJ・ブラウザーR・ガントO・ニクソンD・ジャスティス |
| 1                            | 中                           | L・ダイクストラ              | 左                           | C・シリングD・ドールトンJ・クルックM・ダンカンD・ホリンズK・ストッカーP・インカビリアL・ダイクストラW・チェンバレン | 1                      | 中                     | O・ニクソン            | 両                     | S・エイベリーD・ベリーヒルF・マグリフM・レムキーT・ペンドル · トンJ・ブラウザーR・ガントO・ニクソンD・ジャスティス |
| 2                            | 二                           | M・ダンカン                  | 右                           | C・シリングD・ドールトンJ・クルックM・ダンカンD・ホリンズK・ストッカーP・インカビリアL・ダイクストラW・チェンバレン | 2                      | 遊                     | J・ブラウザー          | 右                     | S・エイベリーD・ベリーヒルF・マグリフM・レムキーT・ペンドル · トンJ・ブラウザーR・ガントO・ニクソンD・ジャスティス |
| 3                            | 一                           | J・クルック                  | 左                           | C・シリングD・ドールトンJ・クルックM・ダンカンD・ホリンズK・ストッカーP・インカビリアL・ダイクストラW・チェンバレン | 3                      | 左                     | R・ガント              | 右                     | S・エイベリーD・ベリーヒルF・マグリフM・レムキーT・ペンドル · トンJ・ブラウザーR・ガントO・ニクソンD・ジャスティス |
| 4                            | 三                           | D・ホリンズ                  | 両                           | C・シリングD・ドールトンJ・クルックM・ダンカンD・ホリンズK・ストッカーP・インカビリアL・ダイクストラW・チェンバレン | 4                      | 一                     | F・マグリフ            | 左                     | S・エイベリーD・ベリーヒルF・マグリフM・レムキーT・ペンドル · トンJ・ブラウザーR・ガントO・ニクソンD・ジャスティス |
| 5                            | 捕                           | D・ドールトン                | 左                           | C・シリングD・ドールトンJ・クルックM・ダンカンD・ホリンズK・ストッカーP・インカビリアL・ダイクストラW・チェンバレン | 5                      | 右                     | D・ジャスティス        | 左                     | S・エイベリーD・ベリーヒルF・マグリフM・レムキーT・ペンドル · トンJ・ブラウザーR・ガントO・ニクソンD・ジャスティス |
| 6                            | 左                           | P・インカビリア              | 右                           | C・シリングD・ドールトンJ・クルックM・ダンカンD・ホリンズK・ストッカーP・インカビリアL・ダイクストラW・チェンバレン | 6                      | 三                     | T・ペンドルトン        | 両                     | S・エイベリーD・ベリーヒルF・マグリフM・レムキーT・ペンドル · トンJ・ブラウザーR・ガントO・ニクソンD・ジャスティス |
| 7                            | 右                           | W・チェンバレン              | 右                           | C・シリングD・ドールトンJ・クルックM・ダンカンD・ホリンズK・ストッカーP・インカビリアL・ダイクストラW・チェンバレン | 7                      | 捕                     | D・ベリーヒル          | 両                     | S・エイベリーD・ベリーヒルF・マグリフM・レムキーT・ペンドル · トンJ・ブラウザーR・ガントO・ニクソンD・ジャスティス |
| 8                            | 遊                           | K・ストッカー                | 両                           | C・シリングD・ドールトンJ・クルックM・ダンカンD・ホリンズK・ストッカーP・インカビリアL・ダイクストラW・チェンバレン | 8                      | 二                     | M・レムキー            | 両                     | S・エイベリーD・ベリーヒルF・マグリフM・レムキーT・ペンドル · トンJ・ブラウザーR・ガントO・ニクソンD・ジャスティス |
| 9                            | 投                           | C・シリング                  | 右                           | C・シリングD・ドールトンJ・クルックM・ダンカンD・ホリンズK・ストッカーP・インカビリアL・ダイクストラW・チェンバレン | 9                      | 投                     | S・エイベリー          | 左                     | S・エイベリーD・ベリーヒルF・マグリフM・レムキーT・ペンドル · トンJ・ブラウザーR・ガントO・ニクソンD・ジャスティス |
| 先発投手                     | 先発投手                     | 先発投手                     | 投球                         | C・シリングD・ドールトンJ・クルックM・ダンカンD・ホリンズK・ストッカーP・インカビリアL・ダイクストラW・チェンバレン | 先発投手               | 先発投手               | 先発投手               | 投球                   | S・エイベリーD・ベリーヒルF・マグリフM・レムキーT・ペンドル · トンJ・ブラウザーR・ガントO・ニクソンD・ジャスティス |
| C・シリング                  | C・シリング                  | C・シリング                  | 右                           | C・シリングD・ドールトンJ・クルックM・ダンカンD・ホリンズK・ストッカーP・インカビリアL・ダイクストラW・チェンバレン | S・エイベリー          | S・エイベリー          | S・エイベリー          | 左                     | S・エイベリーD・ベリーヒルF・マグリフM・レムキーT・ペンドル · トンJ・ブラウザーR・ガントO・ニクソンD・ジャスティス |

### 第6戦 10月13日
- ベテランズ・スタジアム（ペンシルベニア州フィラデルフィア）

|                              | 1 | 2 | 3 | 4 | 5 | 6 | 7 | 8 | 9 | R | H | E |
| ---------------------------- | - | - | - | - | - | - | - | - | - | - | - | - |
| アトランタ・ブレーブス       | 0 | 0 | 0 | 0 | 1 | 0 | 2 | 0 | 0 | 3 | 5 | 3 |
| フィラデルフィア・フィリーズ | 0 | 0 | 2 | 0 | 2 | 2 | 0 | 0 | X | 6 | 7 | 1 |

1. 勝利：トミー・グリーン（1勝1敗）
2. セーブ：ミッチ・ウィリアムス（2勝2S）
3. 敗戦：グレッグ・マダックス（1勝1敗）
4. 本塁打
ATL：ジェフ・ブラウザー2号2ラン
PHI：デーブ・ホリンズ2号2ラン
5. 審判
［球審］ジョー・ウェスト
［塁審］一塁: ブルース・フローミング、二塁: フランク・プーリ、三塁: テリー・テイタ
［外審］左翼: ジム・クイック、右翼: ジェリー・クロフォード
6. 試合開始時刻: 東部夏時間（UTC-4）午後8時10分  試合時間: 3時間4分  観客: 6万2502人  気温: 50°F（10°C）
詳細: MLB.com Gameday / Baseball-Reference.com

| アトランタ・ブレーブス | アトランタ・ブレーブス | アトランタ・ブレーブス | アトランタ・ブレーブス | アトランタ・ブレーブス                                                                                             | フィラデルフィア・フィリーズ | フィラデルフィア・フィリーズ | フィラデルフィア・フィリーズ | フィラデルフィア・フィリーズ | フィラデルフィア・フィリーズ                                                                                                 |
| ---------------------- | ---------------------- | ---------------------- | ---------------------- | --- | ---------------------------- | ---------------------------- | ---------------------------- | ---------------------------- | --- |
| 打順                   | 守備                   | 選手                   | 打席                   | G・マダックスD・ベリーヒルF・マグリフM・レムキーT・ペンドル · トンJ・ブラウザーR・ガントO・ニクソンD・ジャスティス | 打順                         | 守備                         | 選手                         | 打席                         | T・グリーンD・ドールトンJ・クルックM・モランディーニD・ホリンズK・ストッカーM・トンプソンL・ダイクストラJ・アイゼン · ライク |
| 1                      | 中                     | O・ニクソン            | 両                     | G・マダックスD・ベリーヒルF・マグリフM・レムキーT・ペンドル · トンJ・ブラウザーR・ガントO・ニクソンD・ジャスティス | 1                            | 中                           | L・ダイクストラ              | 左                           | T・グリーンD・ドールトンJ・クルックM・モランディーニD・ホリンズK・ストッカーM・トンプソンL・ダイクストラJ・アイゼン · ライク |
| 2                      | 遊                     | J・ブラウザー          | 右                     | G・マダックスD・ベリーヒルF・マグリフM・レムキーT・ペンドル · トンJ・ブラウザーR・ガントO・ニクソンD・ジャスティス | 2                            | 二                           | M・モランディーニ            | 左                           | T・グリーンD・ドールトンJ・クルックM・モランディーニD・ホリンズK・ストッカーM・トンプソンL・ダイクストラJ・アイゼン · ライク |
| 3                      | 左                     | R・ガント              | 右                     | G・マダックスD・ベリーヒルF・マグリフM・レムキーT・ペンドル · トンJ・ブラウザーR・ガントO・ニクソンD・ジャスティス | 3                            | 一                           | J・クルック                  | 左                           | T・グリーンD・ドールトンJ・クルックM・モランディーニD・ホリンズK・ストッカーM・トンプソンL・ダイクストラJ・アイゼン · ライク |
| 4                      | 一                     | F・マグリフ            | 左                     | G・マダックスD・ベリーヒルF・マグリフM・レムキーT・ペンドル · トンJ・ブラウザーR・ガントO・ニクソンD・ジャスティス | 4                            | 三                           | D・ホリンズ                  | 両                           | T・グリーンD・ドールトンJ・クルックM・モランディーニD・ホリンズK・ストッカーM・トンプソンL・ダイクストラJ・アイゼン · ライク |
| 5                      | 右                     | D・ジャスティス        | 左                     | G・マダックスD・ベリーヒルF・マグリフM・レムキーT・ペンドル · トンJ・ブラウザーR・ガントO・ニクソンD・ジャスティス | 5                            | 捕                           | D・ドールトン                | 左                           | T・グリーンD・ドールトンJ・クルックM・モランディーニD・ホリンズK・ストッカーM・トンプソンL・ダイクストラJ・アイゼン · ライク |
| 6                      | 三                     | T・ペンドルトン        | 両                     | G・マダックスD・ベリーヒルF・マグリフM・レムキーT・ペンドル · トンJ・ブラウザーR・ガントO・ニクソンD・ジャスティス | 6                            | 右                           | J・アイゼンライク            | 左                           | T・グリーンD・ドールトンJ・クルックM・モランディーニD・ホリンズK・ストッカーM・トンプソンL・ダイクストラJ・アイゼン · ライク |
| 7                      | 捕                     | D・ベリーヒル          | 両                     | G・マダックスD・ベリーヒルF・マグリフM・レムキーT・ペンドル · トンJ・ブラウザーR・ガントO・ニクソンD・ジャスティス | 7                            | 左                           | M・トンプソン                | 左                           | T・グリーンD・ドールトンJ・クルックM・モランディーニD・ホリンズK・ストッカーM・トンプソンL・ダイクストラJ・アイゼン · ライク |
| 8                      | 二                     | M・レムキー            | 両                     | G・マダックスD・ベリーヒルF・マグリフM・レムキーT・ペンドル · トンJ・ブラウザーR・ガントO・ニクソンD・ジャスティス | 8                            | 遊                           | K・ストッカー                | 両                           | T・グリーンD・ドールトンJ・クルックM・モランディーニD・ホリンズK・ストッカーM・トンプソンL・ダイクストラJ・アイゼン · ライク |
| 9                      | 投                     | G・マダックス          | 右                     | G・マダックスD・ベリーヒルF・マグリフM・レムキーT・ペンドル · トンJ・ブラウザーR・ガントO・ニクソンD・ジャスティス | 9                            | 投                           | T・グリーン                  | 右                           | T・グリーンD・ドールトンJ・クルックM・モランディーニD・ホリンズK・ストッカーM・トンプソンL・ダイクストラJ・アイゼン · ライク |
| 先発投手               | 先発投手               | 先発投手               | 投球                   | G・マダックスD・ベリーヒルF・マグリフM・レムキーT・ペンドル · トンJ・ブラウザーR・ガントO・ニクソンD・ジャスティス | 先発投手                     | 先発投手                     | 先発投手                     | 投球                         | T・グリーンD・ドールトンJ・クルックM・モランディーニD・ホリンズK・ストッカーM・トンプソンL・ダイクストラJ・アイゼン · ライク |
| G・マダックス          | G・マダックス          | G・マダックス          | 右                     | G・マダックスD・ベリーヒルF・マグリフM・レムキーT・ペンドル · トンJ・ブラウザーR・ガントO・ニクソンD・ジャスティス | T・グリーン                  | T・グリーン                  | T・グリーン                  | 右                           | T・グリーンD・ドールトンJ・クルックM・モランディーニD・ホリンズK・ストッカーM・トンプソンL・ダイクストラJ・アイゼン · ライク |